# I wish too, to be absorbed
I wish too, to be absorbed is een verzamelalbum van muziek van Aidan Baker. Aidan bakers oeuvre is verspreid over allerlei kleine platenlabels en het aantal geperste exemplaren is in sommige gevallen miniem. De muziek uit zijn beginjaren is daarom moeilijk te verkrijgen. I wish too bevat muziek, die Baker in de jaren 2000 tot en met 2007 heeft laten uitbrengen. Er zit nauwelijks verschil in de muziek uit 2000 en die uit 2007, het is allemaal gitaarambient. Af en toe speelt een gastmusicus mee.

## Musici
- Aidan Baker – gitaar
- Veronica Sirtash – cello (1.2)
- Lisa Rossiter-Thorton – viool (1.2)
- Lucas baker - trompet (1.8)
- Sarah Gleadow – viool (1.8), (2.5)

## Muziek
| Nr. | Titel                                                       | Duur  |
| --- | ----------------------------------------------------------- | ----- |
| 1.  | Element # 1 (van album Element (2000))                      | 3:25  |
| 2.  | K (Wound Culture (2002))                                    | 5:18  |
| 3.  | Merge (idem)                                                | 5:16  |
| 4.  | Celebrate (Candesence (2005))                               | 5:58  |
| 5.  | Reversion (Traumerei (2005))                                | 11:11 |
| 6.  | Pretending to be fearless (Pretending to be fearles (2002)) | 11:21 |
| 7.  | Summer chill (Black flowers blossom (2003))                 | 11:38 |
| 8.  | Speed of thought (Thoughtspan (2007))                       | 22;16 |

| Nr. | Titel                                                                    | Duur  |
| --- | ------------------------------------------------------------------------ | ----- |
| 1.  | Melusine (At the mountain of thirst (2003))                              | 11:24 |
| 2.  | Esken (Bonedweller) (At the base of the mind is coiled a serpent (2004)) | 22:26 |
| 3.  | I wish too, to be absorbed (Tense surface (2004))                        | 13:14 |
| 4.  | The shape of your damage (Ice against my skin (2004))                    | 15:27 |
| 5.  | Skein of veins (Skein of veins (2005))                                   | 21:51 |